# Strážný (Oderské vrchy)
Strážný (německy Hoferberg) je kopec s nadmořskou výškou 615 m, který se nachází nad zaniklou německou vesnicí Nová Ves nad Odrou v Oderských vrších ve vojenském újezdu Libavá v okrese Olomouc v Olomouckém kraji. Kopec se nachází ve vojenském prostoru a tak je bez povolení nepřístupný.

## Další informace
Na kopci jsou také základy zaniklých obydlí. U kopce se také nachází nepoužívané vojenské bunkry v lokalitách U bunkrů a Ruský bunkr a také zaniklý Novoveský mlýn s ruinami kapličky. Kopec nabízí malebný výhled po okolních kopcích Oderských vrchů, Nízkého Jeseníku, Hrubého Jeseníku a Moravskoslezských Beskyd.
Obvykle jedenkrát ročně může být kopec a jeho okolí přístupné veřejnosti v rámci cyklo-turistické akce Bílý kámen.

## Galerie

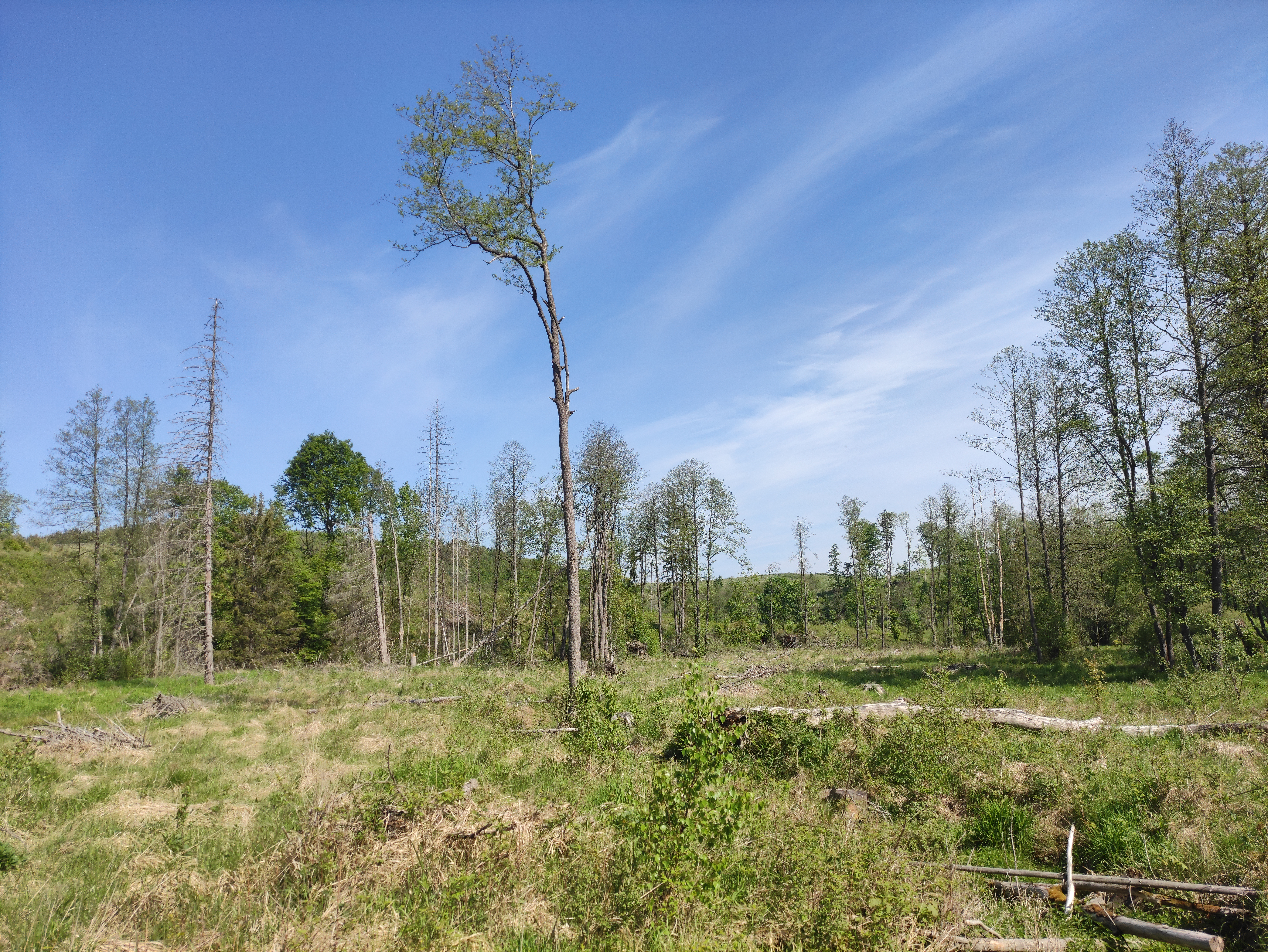
Pohled na kopec Strážný z Novoveského Mlýna
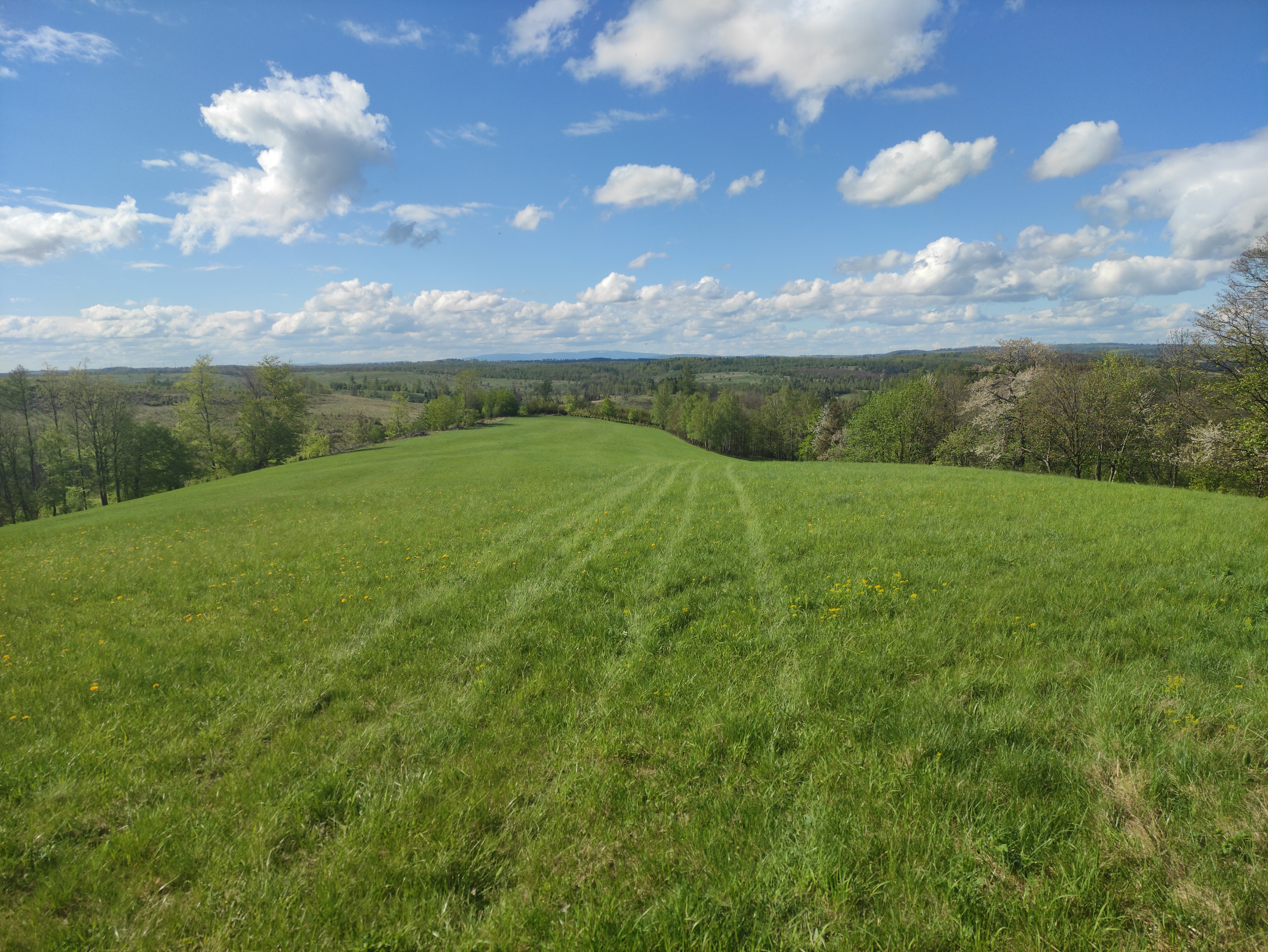
Výhled z kopce Strážný na Jeseníky